# Аль-Макин, Георгий
Джирджис ал-Макин ибн ал-Амид, известный также как Георгий аль-Макин (варианты: аль-Мекин, Эльмакин, Эльмацин, лат. Georgius Elmacinus; 1205, Каир — 1273, Дамаск) — монофиситский христианско-арабский историк. 
Предки аль-Макина были сирийцами-христианами из Тикрита. Его отец Абу-ль-Ясир при султане Аль-Адиле I сделался чиновником военного министерства, сменив на этом посту своего дядю по матери аль-Макина Самаана, решившего принять постриг в обители Святого Иоанна Колова в Вади-Натруне. Абу-ль-Ясир пользовался милостью сирийского наместника Ала ад-Дина Тайбарса. В военное ведомство поступил на службу и молодой аль-Макин. 
Когда Ала-ад-Дина Тайбарса постигла опала, все чиновники военного ведомства в Сирии, в том числе Абу-ль-Ясир и аль-Макин, были вызваны в Египет и посажены в тюрьму, где отец аль-Макина и умер в заточении (1238), но сам он вскоре был освобождён и получил важное место при сирийском войске. 
Интрига завистника, который добивался того же места, навлекла на аль-Макина новое подозрение, и он снова попал на некоторое время в тюрьму. После освобождения он переехал в Дамаск, где прожил до самой смерти. 
Его всеобщая история, озаглавленная «Благословенное собрание» (аль-Маджму-аль-Мобaрак), состоит из двух частей: первая — от сотворения мира до Мухаммеда (11-го года Ираклия I), вторая — от Мухаммеда, история халифата до 1260 года; впоследствии один египетский христианин прибавил к ней историю мамлюков до 1348 года, равно как историю коптских патриархов в Египте, мусульман в Йемене и Индии и татар. 
Извлечения из первой части можно найти у Иоганна Генриха Хоттингера в «Smegma Orientale». Вторую часть, под заглавием «Historia Saracenica», издал на арабском и латинском языках Томас Эрпениус (Лейден, 1625); английский перевод её — Сэмюэл Перчес (Лондон, 1626), французский — Пьер Ватье (Париж, 1657).